# Йоко Камікава
Йоко Камікава (яп. 上川 陽子, латиніз.: Kamikawa Yōko; нар. 1 березня 1953) — японський політик і колишня дослідниця аналітичних центрів, обіймала посаду міністра закордонних справ із вересня 2023 року до 1 жовтня 2024 року. Вона також була міністром юстиції з вересня 2020 року по жовтень 2021 року та обіймала посаду державного міністра з питань гендерної рівності та соціальних питань у кабінетах Сіндзо Абе та Ясуо Фукуди. З грудня 2012 року вона є членом Палати представників.

## Життєпис
Народилася 1 березня 1953 року в місті Сідзуока в префектурі Сідзуока, вона закінчила Токійський університет у 1977 році. У 1988 році вона здобула ступінь магістра державного управління в Школі державного управління Джона Ф. Кеннеді Гарвардського університету. Її вперше обрали до Палати представників у червні 2000 року.
З 2000 року Йоко була членом Сюгійна від 1-го виборчого округу Сідзуока (з 2003 по 2005 рік через пропорційне представництво в Токай). У ЛДП вона належить до тодішньої фракції Кога, сьогоднішньої фракції Кісіда. З листопада 2005 року Йоко була парламентським секретарем Міністерства внутрішніх справ і комунікацій. У серпні 2007 року прем'єр-міністр Сіндзо Абе призначив її державним міністром з питань гендерної рівності та боротьби зі зниженням народжуваності під час перестановки в уряді. Як і багато міністрів в кабінеті Абе, вона була змушена визнати помилки у своїх щорічних звітах про політичні кошти. Прем'єр-міністр Ясуо Фукуда включив Камікаву до свого кабінету, але не включив її до кадрових перестановок у серпні 2008 року.
У 2009 році на виборах у Сюгіні Йоко програла свій округ Сейшу Макіно (Демократична партія), а також не змогла отримати переобрання через пропорційний представницький блок «Токай». На виборах 2012 року її результат у виборчому окрузі Сідзуока 1 лише трохи погіршився (2009: 96 096 голосів, 37,6 %; 2012: 81 278, 36,2 %); вона змогла взяти верх проти нині фрагментованого поля кандидатів і переїхала до Шугіна вчетверте. Потім вона тричі поспіль захищала це місце до 2021 року включно.
З вересня 2013 року по вересень 2014 року Йоко була державним міністром у Міністерстві загальних справ. Потім вона обіймала посаду голови соціально-трудового комітету Шугін. У жовтні 2014 року Сіндзо Абе знову призначив Йоко в кабінет, де вона замінила міністра юстиції Мідорі Мацусіму, який пішов у відставку, і зберегла цю посаду до третього кабінету Абе включно. Від перестановок в кабінеті міністрів 3 серпня 2017 року до перестановок в кабінеті міністрів у жовтні 2018 року вона знову була міністром юстиції. За час свого перебування на посаді міністра юстиції Японії підписала накази про 16 страт, 13 зі страчених були колишніми членами культу кінця світу Аум Сінрікьо, чиї терористичні акти включали атаку із застосуванням зарину в токійському метро в 1995 році.
У другому кабінеті Кісіда Фуміо її призначили міністром закордонних справ у вересні 2023 року.